# دراسات عالمية
الدراسات العالمية هي دراسة متعددة التخصصات للترابط السياسي والاقتصادي والقانوني والإيكولوجي والثقافي. الموضوعات السائدة هي السياسة والاقتصاد والقانون على المستوى الدولي. توجه الدراسات العالمية حول دراسة العولمة من حيث صلتها بالسياسات العابرة للقارات، والاقتصاد العالمي، والقانون الدولي، وعلاقات السوق، وحركة الناس والموارد، والاتصالات العالمية، وتأثير النشاط البشري على البيئة، والعديد من الموضوعات الأخرى. غالبًا ما تُستخدم الدراسات العالمية في رسم خريطة للتغير العالمي، وهي على الصعيدين الجزئي والكلي. يعرّف قاموس كامبريدج الإنجليزي الدراسات العالمية بأنها «دراسة الأوضاع السياسية والاقتصادية والاجتماعية في العالم».
تعالج الدراسات العالمية (بالإنجليزية: Global studies)‏ المواضيع المذكورة أعلاه من خلال دراسة هياكل السلطة العالمية المتأثرة برؤى مثل الاستشراق والمركزية الأوروبية. تتمايز الدراسات العالمية عن الدراسات الدولية بتركيزها الأوسع نطاقًا؛ إذ إن الدراسات الدولية ليست سوى جانب واحد من جوانب الدراسات العالمية. في حالات مثل الدراسات الدولية أو العلاقات الدولية، يحصر مفهوم «وطني» مغزى مجالات الدراسة هذه. في مقابل ذلك، لدى الدراسات العالمية قدرة أشمل على البلوغ من العالمية إلى المحلية.

## التاريخ والسياق
يمكن القول بأن تطور الدراسات العالمية في التعليم الثانوي والثالثي هو ثمرة للعولمة وإحدى نتائجها المتعلقة بالمجتمع الدولي. حدثت طفرة غير مسبوقة في تكنولوجيات الاتصالات والحوسبة في جميع أنحاء العالم في أواخر القرن العشرين؛ ما عزز عمليات العولمة مجددًا: «إنه تحول في ظروف حياتنا ذاتها... ترتبط سرعة التغيير ارتباطًا وثيقًا بنمو الاتصالات، أيضًا فتطور تكنولوجيات المعلومات والاتصالات تسارع بشكل مضطرد... العولمة هي حقيقة من واقع الحياة لا يمكننا التراجع عن مواجهتها». نتيجة لهذا المجتمع العالمي دائم التغير؛ بدأ مقدمو الخدمات التعليمية بإدراك ضرورة إدخال الدراسات العالمية في مناهج المدارس الثانوية (أي إدخال القضايا العالمية ضمن المواد الموجودة بالفعل) واستحداث درجات علمية للدراسات العالمية لطلاب التعليم الثالثي (أي درجات علمية منفردة لها تخصصية عالمية).
وفقًا لجان ندرفن بيترس، أستاذ في ميليشامب للدراسات العالمية وعلم الاجتماع بجامعة كاليفورنيا، سانتا باربارا:
عُقد المؤتمر الأول للدراسات العالمية في جامعة إلينوي بشيكاغو عام 2008، ثم في عام 2009 انعقد مؤتمر في دبي تحت عنوان: المشهد من دبي: الخليج والعولمة. عُقد مؤتمر 2010 في بوسان، كوريا الجنوبية تحت عنوان «استعادة التوازن العالمي: شرق آسيا والعولمة». عُقد مؤتمر 2011 في ريو دي جانيرو حول المجتمعات الناشئة والتحرر. كان مؤتمر عام 2012 في جامعة موسكو حول موضوع أوراسيا والعولمة: التعقيدات والدراسات العالمية. عُقد مؤتمر عام 2013 في نيودلهي حول موضوع التنمية الاجتماعية في جنوب آسيا.
في عام 2008 تأسست مجلة الدراسات العالمية لتكون «مُخصصة لتحديد وتفسير الاتجاهات والأنماط الجديدة في العولمة».

## تعريفات الدراسات العالمية

### الدراسات العالمية مقابل الدولية
ربما يكون هناك الكثير من الالتباس حول استخدام مصطلحي «الدراسات العالمية» و«الدراسات الدولية». يُستخدم كليهما في بعض الأحيان بشكل متبادل، فالاختلافات في المعنى ليست جلية، ومع ذلك فإن كلا التخصصين معنيين بالقضايا السياسية والاجتماعية والثقافية، مع التركيز الرئيسي على الدراسة المعنية بتفاعل المجتمع الدولي. ولكن، يمكن ملاحظة فروق دقيقة بين المصطلحين. تتناول الدراسات الدولية -عمومًا- التبادلات بين الدول والاتفاقيات متعددة الأطراف أو الثنائية والدبلوماسية وكيفية التعامل مع قضايا بين دولتين أو أكثر. في المقابل تركز الدراسات العالمية على القضايا المشتركة عالميًا. اقتُرِح أيضًا وجود مفاهيم يسارية ويمينية لكلا المصطلحين؛ يفضل اليمين الدراسات الدولية (أي العلاقات بين الدول) بينما يفضل اليسار الدراسات العالمية (أي القضايا التي تؤثر على جميع مواطني العالم).
ووُصفت المصطلحات على هذا النحو:
يمكن دعوة الدراسات الدولية على أنها سلف التعليم العالمي. غالبًا ما تتضمن دراسة الدول والأديان العالمية واللغات والعلاقات الدولية... (الدراسات العالمية) التي تركز على مفهوم الترابط: إدراك الروابط المحلية أو العالمية والقواسم المشتركة التي يتشاركها جميع البشر والكيفية التي يمكن بها فهم كيف أصبحت الحدود الوطنية غير ذات صلة بشكل عملي للعديد من الجهات الفاعلة العالمية.

### المميزات
حُدِدت ست خصائص تميز الدراسات العالمية من قِبل العلماء في الاجتماع السنوي الأول لائتلاف الدراسات العالمية في طوكيو عام 2008:
- تخطي الحدود الوطنية
- تداخل التخصصات: يمكن أن يشتمل علم الدراسات العالمية على السياسة والاقتصاد والتاريخ والجغرافيا والأنثروبولوجيا وعلم الاجتماع والدين والتكنولوجيا والفلسفة والصحة بالإضافة إلى دراسة البيئة والجندر والعرق.
- تتراوح الأمثلة التاريخية والمعاصرة من أنشطة الإمبراطورية اليونانية والرومانية العابرة للحدود الوطنية إلى الاستعمار الأوروبي الحديث.
- ما بعد الاستعمارية والنقدية: غالبًا ما تركز الدراسات العالمية على مشهد ما بعد الاستعمارية، وتحاول تحليل الظواهر العالمية من خلال منظور نقدي متعدد الثقافات.

## الموضوعات محل الاهتمام
يتمحور مجال الدراسات العالمية حول آثار العولمة وتزايد الاعتمادية المتبادلة بين الدول والاقتصادات والمجتمعات والثقافات والأفراد. يستلزم هذا أن يكون الطلاب على دراية جيدة وقدرة على التحليل النقدي حينما يتعلق الأمر بالقضايا العالمية. من بين أكثر القضايا إلحاحًا في الدراسات العالمية هي الأمن القومي والدبلوماسية والمواطنة الفعالة في الديمقراطية التشاركية والقدرة التنافسية العالمية في السوق العالمية والرغبة في دخول قطاع المساعدات والتنمية الدولية.

### الأمن القومي
أول تمويل رئيسي للتعليم الدولي كان في الولايات المتحدة من خلال قانون التعليم الدولي لعام 1966. قُدم التمويل لمؤسسات التعليم العالي لإنشاء وتدعيم برامج الدراسات الدولية. وُضع هذا القانون إبان الحرب الباردة وشدد على ضرورة أن يفهم جميع المواطنين -مع التركيز على مواطني الولايات المتحدة الأمريكية- القضايا العالمية من أجل بناء مهارات للدبلوماسية. «إن أهمية الدبلوماسية كقوة محركة للتنمية السياسية معروفة ومفهومة. إنها ذات أهمية كبيرة باعتبارها وسيلة طويلة الأجل لمنع نشوب النزاعات».
أدى تطور القضايا والأزمات على صعيد عالمي مثل الإرهاب الدولي والتغير المناخي والتدهور البيئي والجوائح (مثل الإيبولا) والركود الاقتصادي 2008 إلى اقتناع صناع السياسات بأهمية الدراسات العالمية والتعليم الدولي في الأمن القومي والدبلوماسية.

### الاقتصاد العالمي
الدافع الثاني للدراسات العالمية هو المساعدة على فهم أفضل للسوق العالمية. حددت العديد من الشركات الدولية الحاجة إلى قوة عاملة تمتلك المهارات اللازمة للعمل عبر الثقافات وتمييز وتلبية احتياجات السوق العالمية. أخذت بعض الشركات الدولية -مثل مايكروسوفت- زمام المبادرة في دعوة صناع السياسات والجهات المؤثرة الرئيسية للمطالبة باستثمارات إضافية في التعليم. أعطت الولايات الأمريكية والحكومات الفيدرالية أيضًا أولوية رئيسية للدراسات العالمية لإعداد القوى العاملة التنافسية. علاوة على ذلك، استغلت الحكومة الفيدرالية الأسترالية في عام 2002 -من خلال هيئتها المعنية بالتنمية AusAID- بعض تمويلها لتقديم «برنامج تعليم عالمي». يهدف هذا البرنامج إلى زيادة فهم التنمية والقضايا الدولية بين الطلاب الأستراليين. يوفر ذلك أيضًا فرصًا للتطوير المهني للمعلمين مع المنظمات غير الحكومية، ودعمًا شاملًا للمناهج الدراسية. هذا البرنامج «يعلم ويشجع المعلمين على تعريف الطلاب بالقضايا العالمية في الفصول الدراسية». اتبعت مؤسسات التعليم العالي هذا بدقة مع دمج الدراسات الدولية ضمن التخصصات. من النادر أن تجد كلية إدارة أعمال رائدة لا تعطي تركيزًا دوليًا.

### المواطنة والحقوق العالمية
الدافع الثالث للدراسات العالمية هو خلق مواطنة فعالة. ينص المجلس الوطني للدراسات الاجتماعية في الولايات المتحدة على أن الغرض من الدراسات الاجتماعية هو «تدريس المحتوى المعرفي والمهارات الفكرية والقيم الوطنية اللازمة للوفاء بواجبات المواطنة في ديمقراطية تشاركية». «التعليم العالمي» هو الهدف الرئيسي للمجلس الوطني للدراسات الاجتماعية. نظرًا لأن العولمة تجعل الخطوط الفاصلة بين ما هو وطني وما هو دولية غير واضحة، يصبح من المهم بشكل متزايد للمواطنين فهم العلاقات العالمية. يؤدي خلق مواطنة معولمة فعالة إلى وجود أشخاص مستعدين وقادرين على المشاركة في القضايا المحلية والعالمية. وجدت أبحاث الحكومة المحلية التي أجريت في المناطق المحيطة بلندن في المملكة المتحدة أنه يجب أن تتاح للمواطنين فرصة للانخراط ومن ثم امتلاك المهارة والمعرفة والثقة للمشاركة. غالبًا ما تكون النتائج إيجابية جدًا، مُحدثةً تحسين في الخدمات وارتقاء في جودة المشاركة الديمقراطية والتعليم المجتمعي.